# Antonín Aichel
Antonín Aichel, psán též jako Anton Aichel, Antonio Akel či Aychel, byl italský zedník působící v Čechách, děd Jana Blažeje Santini-Aichela.

## Život a činnost
Jako vlašský zedník přišel se skupinou krajanů do Prahy na počátku 30. let 17. století, v průběhu třicetileté války.:126 Viktor Kotrba usoudil, že stejně jako jeho vrstevníci a známí přišel z oblasti u Luganského jezera.:126 Podle záznamů z matrik, kde se Antonín objevuje nejspíše i s příjmeními Rogure či Robero (snad zkomolenina Rovero), dále podle jména městečka Roveredo a jeho přibližného významu doubrava a konečně podle příjmení Eichel či Aichel ve významu doubek, vyvodil V. Kotrba analogicky dle jiných doložených případů hypotézu, že Antonín mohl za své příjmení zvolit překlad názvu svého rodiště Roveredo do němčiny.:128–130 Městečko Roveredo je jedním z center v alpském údolí Val Mesolcina v dnešním švýcarském kantonu Graubünden, v blízkosti italských hranic. Pro příjmení Rokovj (snad zkomolenina Roconi) a snad též jako Radon, Arodon pak Kotrba nabízí alternativní hypotézu odvozenou od cesty Antonínových známých, která z jejich různých rodišť vede přes vesničku Arogno (zvaná též Rogno) v údolí řeky Masy.:129, 130
Antonio se po příchodu usadil nejspíše v horní části Vlašské ulice poblíž Vlašského špitálu na pražské Malé Straně.:126 V malostranském farním kostele sv. Václava se 6. listopadu 1635 oženil s Kristýnou Ostovou (Christynou Ostyn,:145 Krystynou Ostowau:144) z Plzně.:126 Za svědka mu byli císařský stavitel Melchior Meer, mladý architekt Carlo Lurago a Matěj Valkoun, přísedící nejvyššího purkrabství na Pražském hradě. Po svatbě Antonínova rodina dále žije na Malé Straně,:124 ve svatomikulášské farnosti pokřtili některé jeho dětí, např. 5. října 1636 Jana Františka.:128 V. Kotrba nabídl ke zvážení, zda děti páru vlašského zedníka Antonína Radona a manželky Kateřiny, tj. Zuzana v roce 1638, Josef Antonín v roce 1643 a Jan v roce 1648, které se objevují v matrice u sv. Václava v době, kdy o Antonínovi Aichelovi prameny mlčí, nepatří též Antonínu Aichelovi.:129
Mezi roky 1648 a 1650 se Antonín a Kristýna přestěhovali na Staré Město, kde se usadili na právu kláštera blahoslavené Anežky.:124, 127 Ve zdejším kostele sv. Jakuba křtil své poslední syny: 16. ledna 1650 Carla Antonia a 23. října 1652 Santina.:128 Mezi kmotry a svědky křtů jsou opět přítomní Carlo Lurago, Matěj Valkoun a též Santino de Bossi či Giovanni Battista Caresola.
Podle jmen svědků na svatbě či u křtu jeho dětí usoudil historik architektury Viktor Kotrba, že Antonín Aichel pracoval na stavbě středního traktu Pražského hradu podle projektu císařského architekta Giuseppe Matteiho, zřejmě pod vedením mistra Melchiora Meera a políra Santina de Bossi.:126 Podle Mojmíra Horyny kontakty nasvědčují, že Antonio měl řemeslnou zručnost a těšil se jisté vážnosti. Jeho účast na konkrétních stavbách není doložena, ale je možné předpokládat, že pracoval v Luragově stavební firmě jako kvalifikovaná síla.
V osvědčení o poctivém původu, které Santinovi Aichlovi vydali v roce 1680 primas a konšelé práva sv. Anežky na Starém Městě, jsou Antonín Aichel i jeho manželka Kristýna uvedeni jako zesnulí.:124, 144
Ačkoliv byl Antonín Aichel „jen“ zedníkem, byl prvním ze tří generací Aichelů pracujících na stavbách, které jsou dnes součástí Světového kulturního dědictví.